# Silanga
Silanga (nep. सिलङ्गा) – gaun wikas samiti w zachodniej części Nepalu w strefie Mahakali w dystrykcie Baitadi. Według nepalskiego spisu powszechnego z 2011 roku liczył on 474 gospodarstwa domowe i 2603 mieszkańców (1438 kobiet i 1165 mężczyzn).